# Angela Molitoris
Angela Molitoris (22. Oktober 1912 in Deggendorf – 2. Mai 2002 in München) war eine Wirtschaftswissenschaftlerin und Kanzlerin der TU München. In dieser Funktion war sie eine der Personen, die die Eröffnung des Campus Garching auf den Weg brachten.
Angela Molitoris war von 1946 bis 1971 erste Syndica der TU München. 1971 wurde sie zur Kanzlerin der TU München ernannt. Sie hatte diese Position bis zu ihrer Pensionierung 1976 inne. 1978 wurde sie als erste Frau Ehrensenatorin dieser Hochschule. Für ihre Verdienste erhielt Angela Molitoris den Bayerischen Verdienstorden.
Seit 2015 vergibt die TU München den Angela Molitoris Diversity Award. Mit diesem Preis zeichnet die Hochschule Mitarbeitende für herausragende Leistungen im Bereich Chancengleichheit und Diversity aus. Daneben fördert die TU München weibliche Spitzenkräfte durch ein nach Angela Molitoris benanntes Programm, das 2019 10 Millionen Euro bereitstellte. Die Stadt München ehrte Angela Molitoris 2018 mit der Benennung des Angela-Molitoris-Platzes in Neupasing.